# Moserhof (Kainerding)
Der Moserhof im Ortsteil Kainerding der Gemeinde Bayerbach im Landkreis Rottal-Inn in Bayern ist ein denkmalgeschütztes Gebäude und stellt einen typischen Rottaler Vierseithof dar. Der Wohnteil dieses Hofes ist ein gelungenes Beispiel für eine moderne Denkmalsanierung.

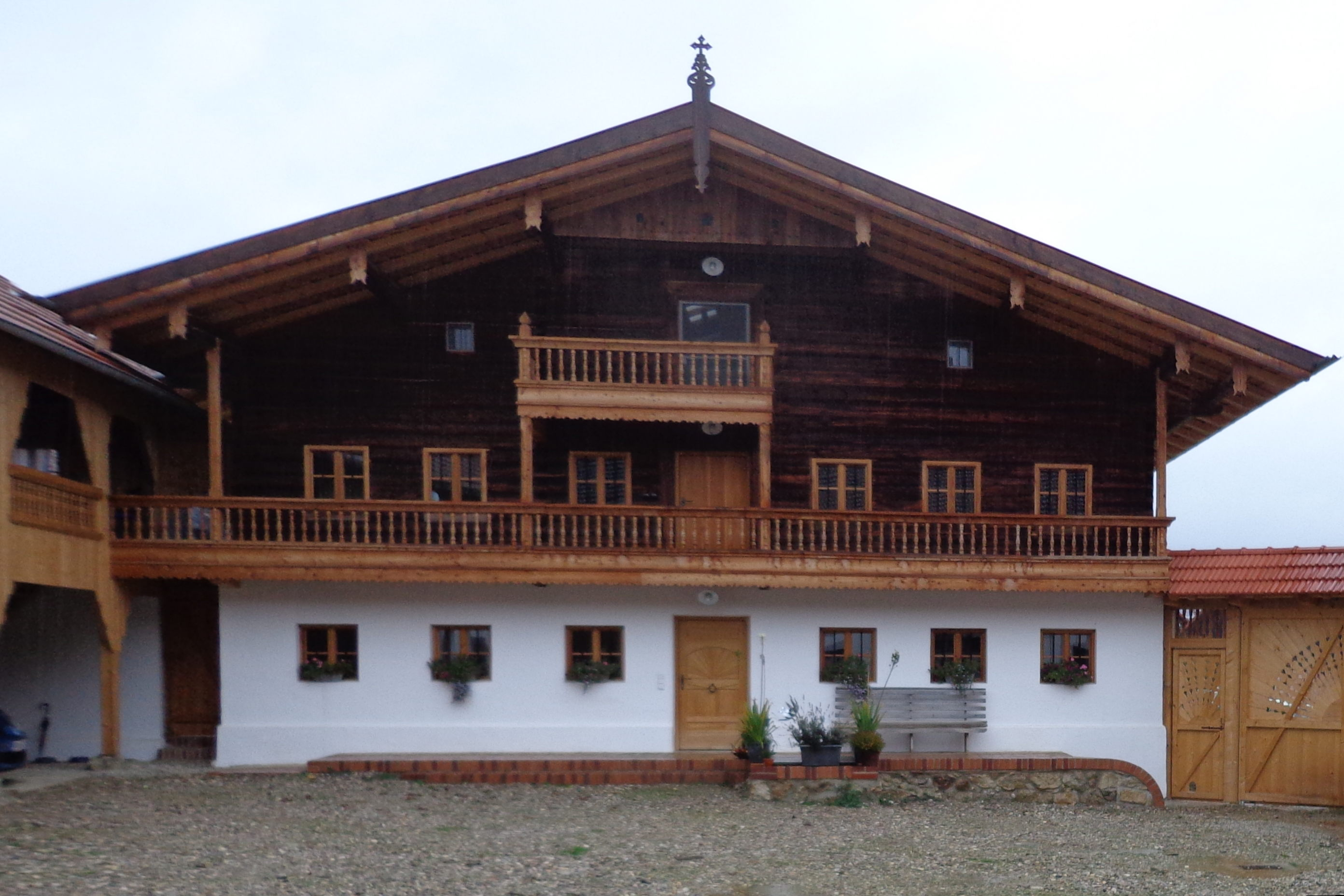
Renoviertes Wohnhaus des Moserhofs

Das Bauernhaus ist unter der Akten-Nummer D-2-77-112-15 in die Bayerische Denkmalliste eingetragen und auch in der Liste der Baudenkmäler in Bayerbach (Rottal-Inn) verzeichnet.

## Bedeutung
Es handelt sich in der Substanz um ein denkmalgeschütztes „Rottaler Bauernhaus“, das als Bestandteil eines gut erhaltenen Vierseithofes charakteristisch für die Hauslandschaft entlang der Rott in Niederbayern ist.
Typisch für ein „Rottaler Bauernhaus“ ist ein nahezu quadratischer Grundriss mit etwas breiteren Giebelseiten. Dieses typische Rottaler Bauernhaus ist giebelseitig erschlossen und hat ein weit ausladendes – meist nach Süden ausgerichtetes – Vordach. Es befinden sich Schrote vor dem Ober- und Dachgeschoss der Südfassade. Es diente immer als reines Wohnhaus ohne Stallnutzung und besteht aus zwei vollen Stockwerken und einem Dachboden mit Kniestock. Es hat ein flach geneigtes Satteldach, das früher meist eine Legschindeleindeckung aufwies und ist Bestandteil eines Vierseithofes. In der Kuchl gab es einen Kamin an der Außenwand.
Weitere Beispiele dafür gibt es im Freilichtmuseum Massing zu sehen.

## Geschichte

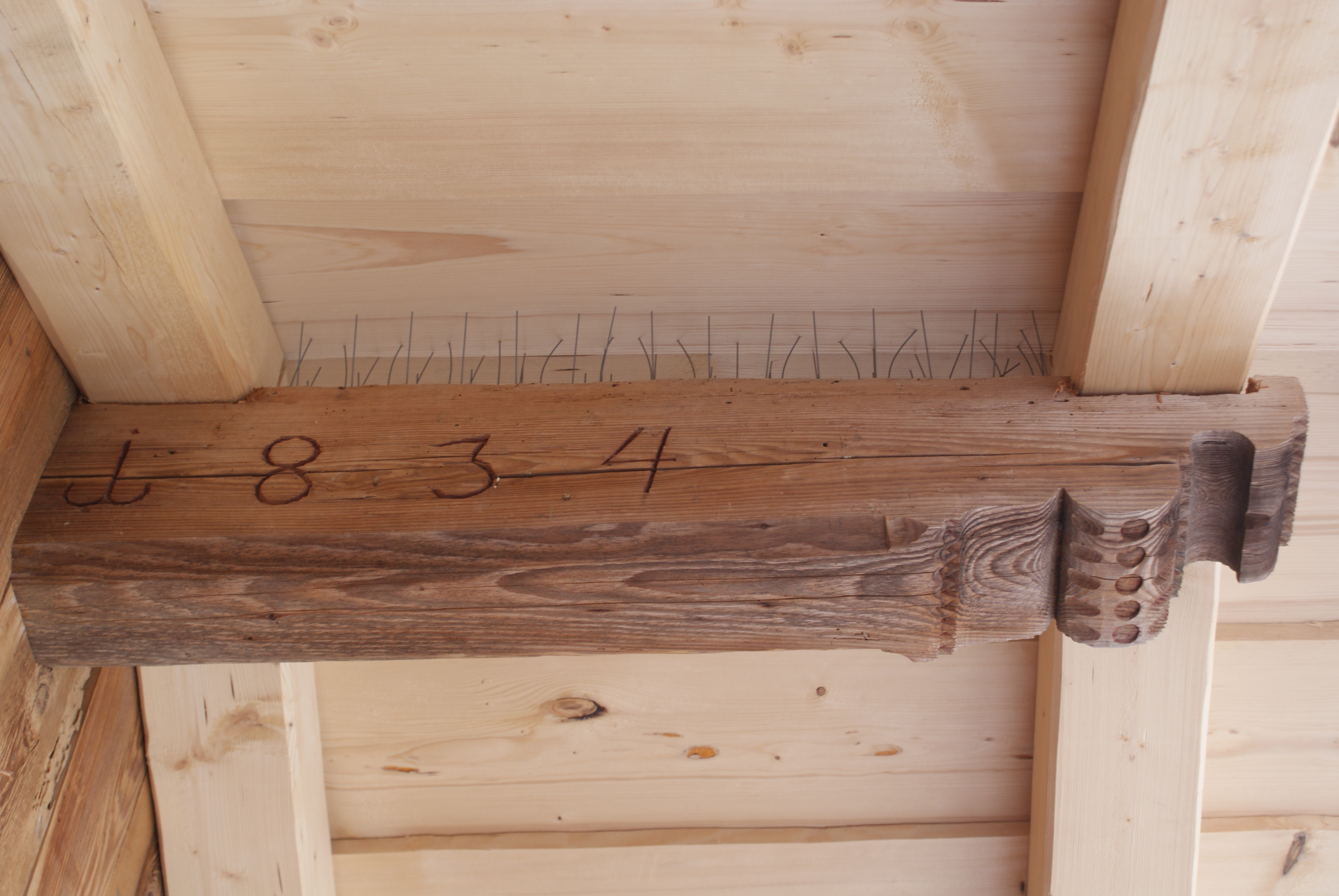
Baujahrdatierung an der südlichen Firstpfette

Rottaler Bauernhäuser wurden vom 16. bis zur Mitte des 19. Jahrhunderts errichtet. Im Falle des Moserhofs gab es bereits in der kartographischen Uraufnahme von ca. 1820 einen Vierseithof mit einem Wohnhaus in der Größe von rund 11 × 8 m. Der noch vorhandene gewölbte Keller könnte sogar bis auf das Spätmittelalter zurückgehen.
Die dendrochronologische Untersuchung des Blockbaus ergab, dass das verwendete Holz, Fichte und Tanne, aus der Zeit um 1831 bis 1833 stammt. Die Datierung am First schreibt 1834 als Baujahr aus.
Der Hof befindet sich bereits seit mehreren Generationen im Familienbesitz.

## Sanierung

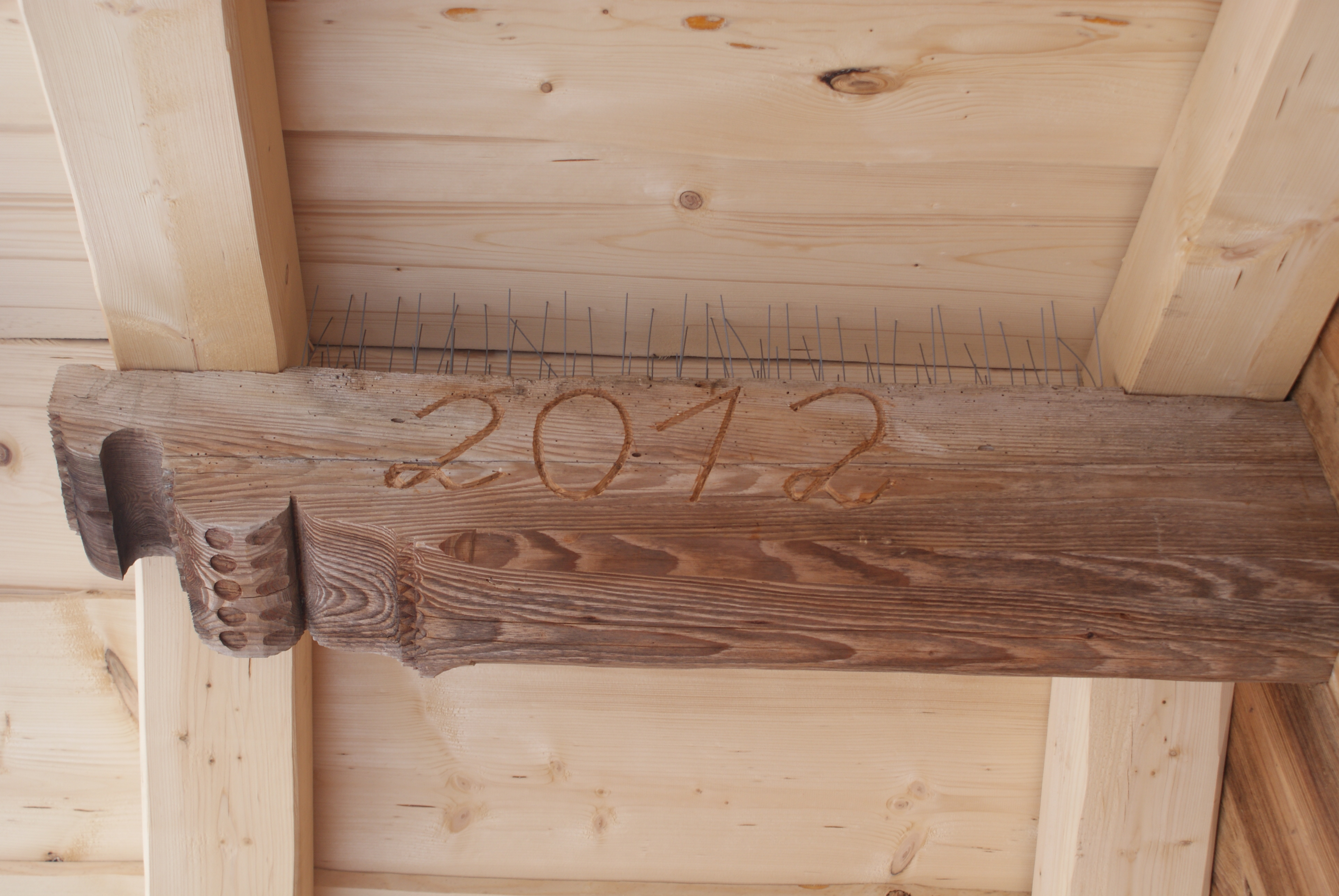
Sanierungsdatierung am Moserhof

Vor der umfangreichen Sanierung gab es im Wohnhaus weder eine Heizung noch fließend warmes Wasser. Die Elektroinstallation war extrem veraltet und entsprach nicht mehr den modernen Brandschutzvorschriften.
Im Sommer 2012 begann die Entkernung. Das Mauerwerk musste aufgrund der bestehenden Feuchtigkeit teilweise erneuert werden. Der historische Dachstuhl sowie der Blockbau wurden fachgerecht von einer spezialisierten Zimmererfirma instand gesetzt. Die Verzierungen an der Dachkonstruktion wurden in zeitaufwendiger und kostenintensiver Handarbeit der vorhandenen Originalsubstanz nachgearbeitet. Die Blockbau-Wände wurden mit Windpapier und ökologischen Lehmputzen verschlämmt; und es wurde nur mit Kalk gestrichen. Die Fenster und Innentüren wurden detailgetreu nach Mustern der damaligen Zeit gebaut. Böden und Decken sind aus extra breiten Lärchen bzw. Fichtenbrettern gefertigt und der Entstehungszeit nachempfunden. Die energiesparende Hackschnitzelheizung wurde bereits 2010 in einem angrenzenden Nebengebäude erstellt und heizt nun das komplette Haus mittels Wandheizung an den Außenwänden; kleine Teile weisen eine Fußbodenheizung auf. Warmwasser wird in der effizienten Frischwasserstation produziert.

## Aktuelles
Im Juli 2014 überzeugte sich ein Projektarchitekt der Deutschen Stiftung Denkmalschutz (DSD) vom Stand der Sanierung. Die Sanierung wurde durch die DSD gefördert. Im Jahr 2015 ist der Hof wieder für die Teilnahme beim Tag des offenen Denkmals eingetragen worden und konnte besichtigt werden.